# Kaple Nejsvětější Trojice (Brtníky)
Kaple Nejsvětější Trojice (německy Dreifaltigkeitskapelle) stojí na Křížovém vrchu (446 m n. m.) v Brtníkách. Barokní sakrální stavba pochází z roku 1768, v letech 1801–1804 ji doplnila křížová cesta. Po druhé světové válce silně zchátrala, rekonstrukcí prošla v letech 1998–1999 a 2016. Zvon svatá Klára pochází z roku 2016.

## Historie
Barokní kapli dalo vlastním nákladem vybudovat „Arcibratrstvo Nejsvětější Trojice“ (německy Erzbruderschaft der heiligen Dreifaltigkeit). To působilo v Brtníkách od roku 1604 až do roku 1788, kdy bylo nařízením císaře Josefa II. zrušeno. Pro svatostánek bylo vybráno místo uprostřed obce nedaleko kostela svatého Martina na Mlýnském vrchu (dříve německy  Mühlberg), na kterém původně stál větrný mlýn. Kaple byla postavena roku 1768, její výstavba přišla arcibratrstvo na 1 000 zlatých. Nejen zásluhou arcibratrstva se stavba stala významným místem náboženského dění. Ke kapli se konala procesí, slavil se zde svátek Nejsvětější Trojice, pravidelně tu zastavovali Velikonoční jezdci. Když byla na vrchu roku 1804 dokončena nová křížová cesta, náboženský význam místa ještě více vzrostl. Kaple byla spolu s okolím pravidelně udržována a opravována. Rozsáhlejší opravou prošla v letech 1842–1858, dále roku 1896 na náklady brtnického továrníka Antona Klingera (jeho bývalá textilní továrna stojí přímo pod Křížovým vrchem).
Po skončení druhé světové války a po následném odsunu původních obyvatel Brtníků byla kaple ještě krátce udržována. Postupem času však začala spolu s křížovou cestou chátrat a byla poničena vandaly. Celkovou rekonstrukcí prošla silně poškozená stavba v letech 1998–1999 z iniciativy místních obyvatel za přispění obce Staré Křečany. V roce 2014 byly odstraněny dřeviny rostoucí v bezprostřední blízkosti kaple. Zatím poslední rekonstrukce proběhla na sklonku léta 2016. Během ní prošla kompletní rekonstrukcí fasáda a do věže byl osazen nový zvon svatá Klára, který vyzvání v pravidelném hodinovém intervalu mezi 9. a 16. hodinou.
Kaple Nejsvětější Trojice je spolu s okolní křížovou cestou ve vlastnictví obce Staré Křečany a není památkově chráněna. Využívána je pouze příležitostně.

## Popis
Kaple stojí na obdélném půdorysu s polokruhovým závěrem. Po stranách průčelí jsou umístěny dvojice pilastrů, štít s křížem je oddělen masivní římsou. Pod ní, kde býval německý nápis, je uvedeno „Nejsvětější Trojici buď čest a sláva navěky“. Na široké dvoukřídlé dveře navazuje lunetový světlík. Boční stěny zdobí dvě dvojice pilastrů, mezi nimiž je umístěno vždy jedno lunetové okno. Presbytář je prostý, bez okna. Fasáda v letech 1999–2016 kombinovala hnědou a bílou barvu. Po poslední opravě je bílošedá a odpovídá tak původnímu vzhledu. Z mansardové střechy vybíhá osmiboká vížka se zvonem, kterou zakončuje cibulovitá báň. Interiér je sklenut plackou. Z původního vybavení se nedochovalo nic. Uvnitř kaple jsou uschovány sochy poničené Getsemanské zahrady, v presbytáři je umístěn oltář s obrazem Nejsvětější Trojice.

## Zvon
Na základě iniciativy „Brtnického okrašlovacího spolku Zeidler“ vyhlásila na podzim roku 2015 obec Staré Křečany veřejnou sbírku. Z jejího výtěžku pořídila pro kapli nový zvon odlitý zvonařem Janem Šedou z Kostelce nad Orlicí. Slavnostního žehnání zvonu, pojmenovaného svatá Klára, se dne 27. srpna 2016 ujal generální vikář litoměřické diecéze Martin Davídek. Žehnání proběhlo na prostranství, kde stával kostel svatého Martina.

## Křížová cesta
Podél cesty ke kapli Nejsvětější Trojice přibyla v letech 1801–1804 křížová cesta. Tu tvoří třináct zastavení v podobě výklenkových kaplí a kaple Božího hrobu umístěná na konci za trojiční kaplí. Původně byla součástí také Getsemanská zahrada, ta byla však silně poničena po druhé světové válce. Křížová cesta prošla rekonstrukcí v roce 2016.

## Galerie

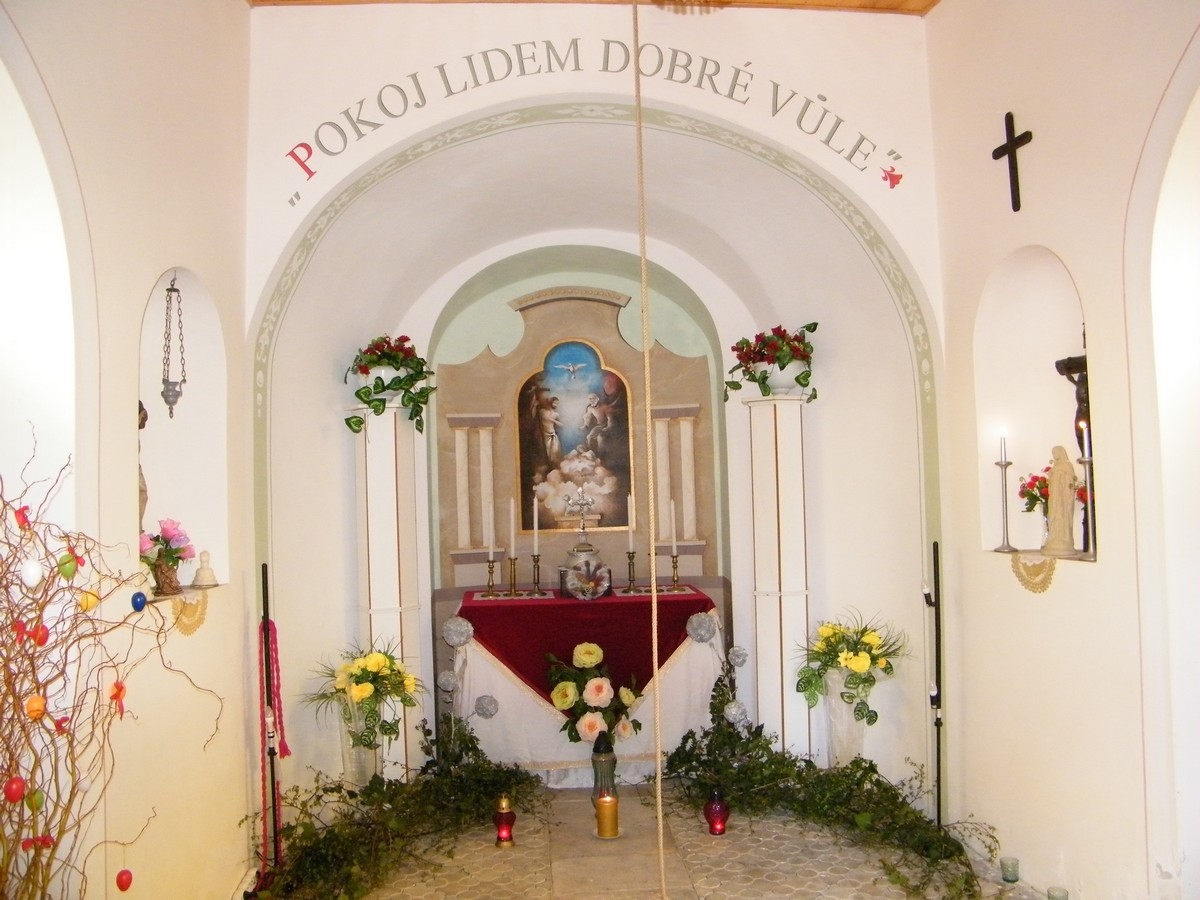
Presbytář kaple (2017)
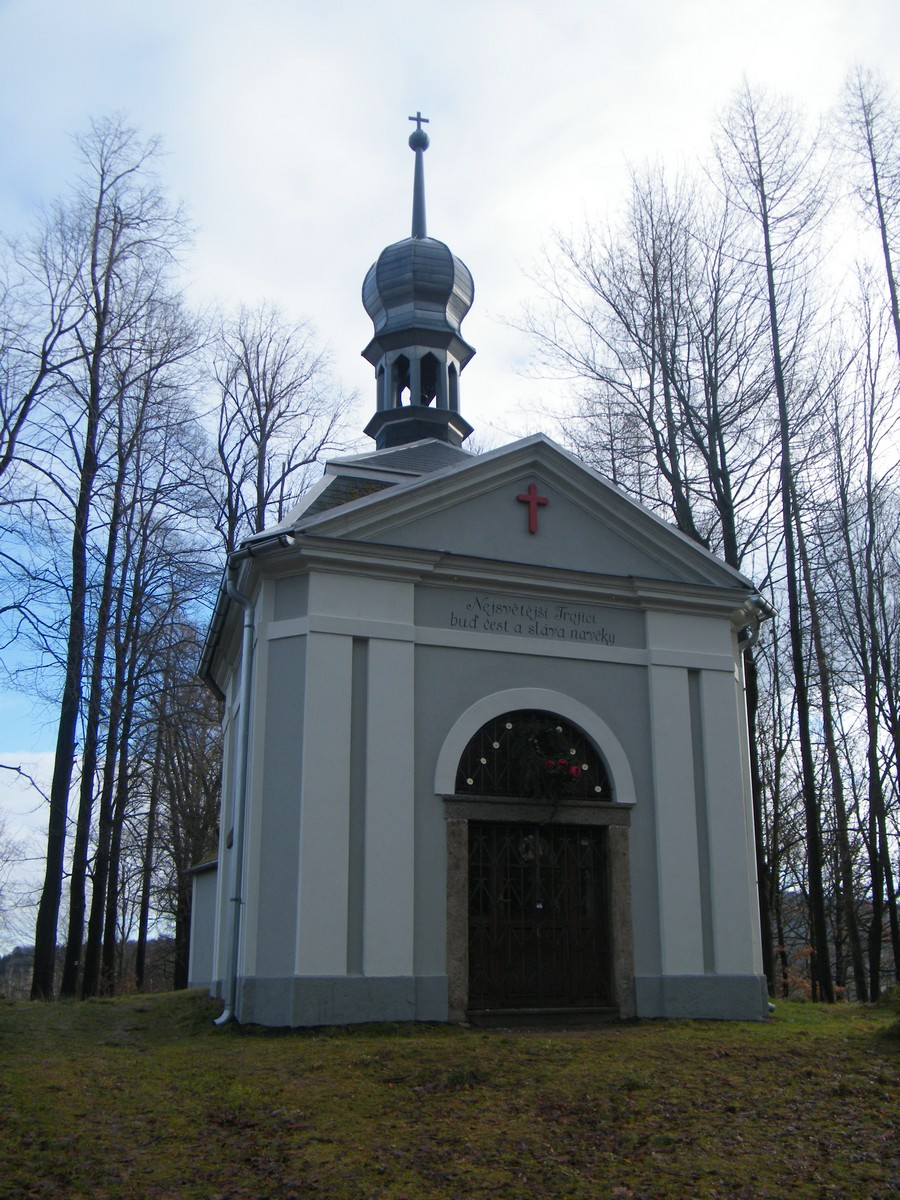
Čelní pohled (2016)
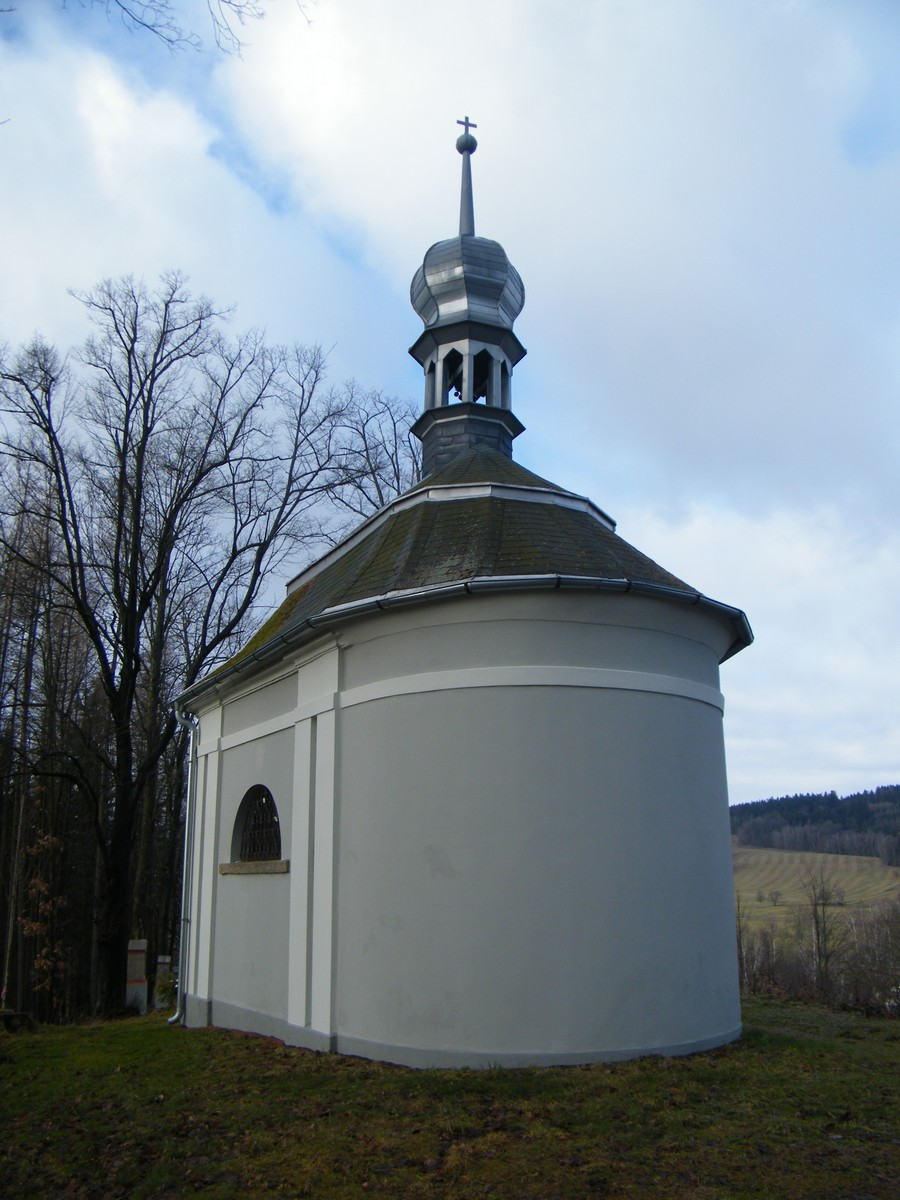
Zadní pohled (2016)
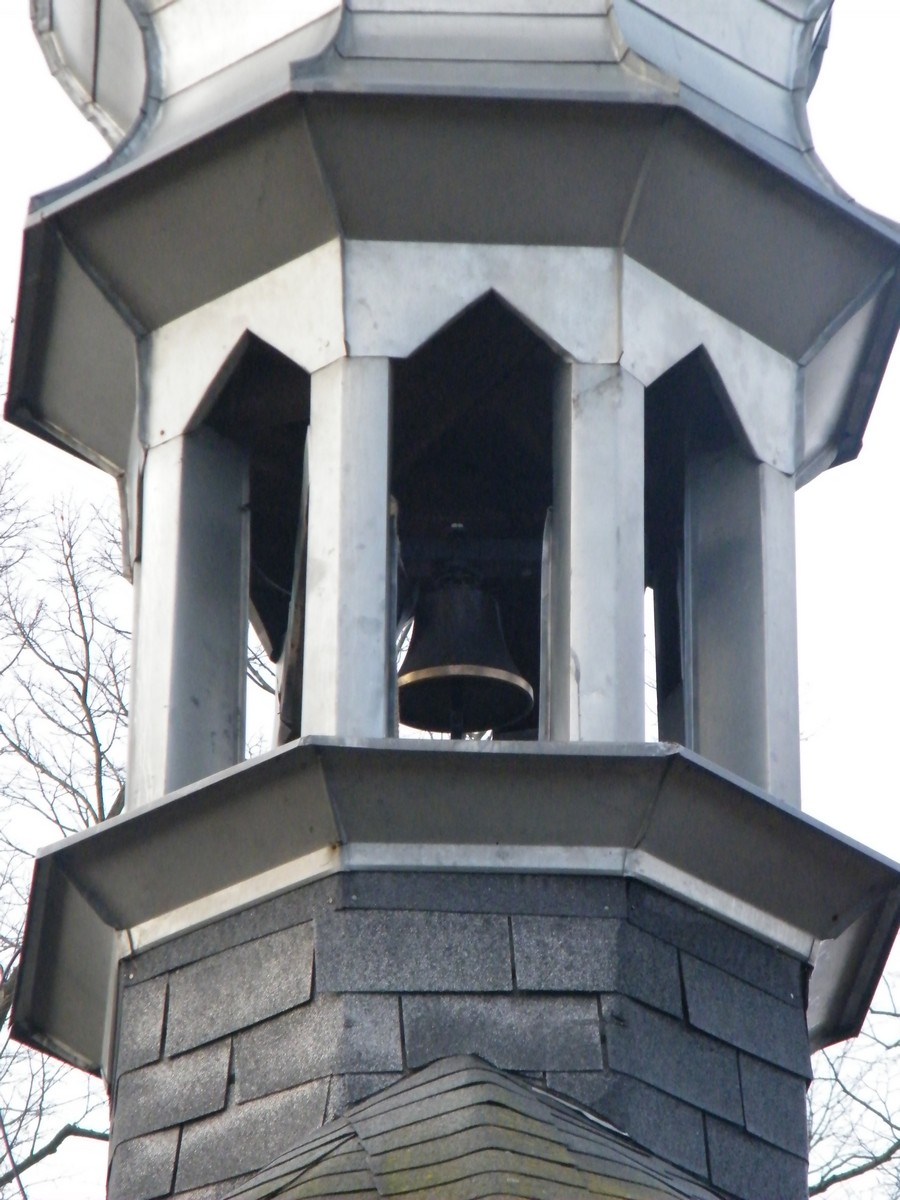
Detail zvonu ve věži (2016)
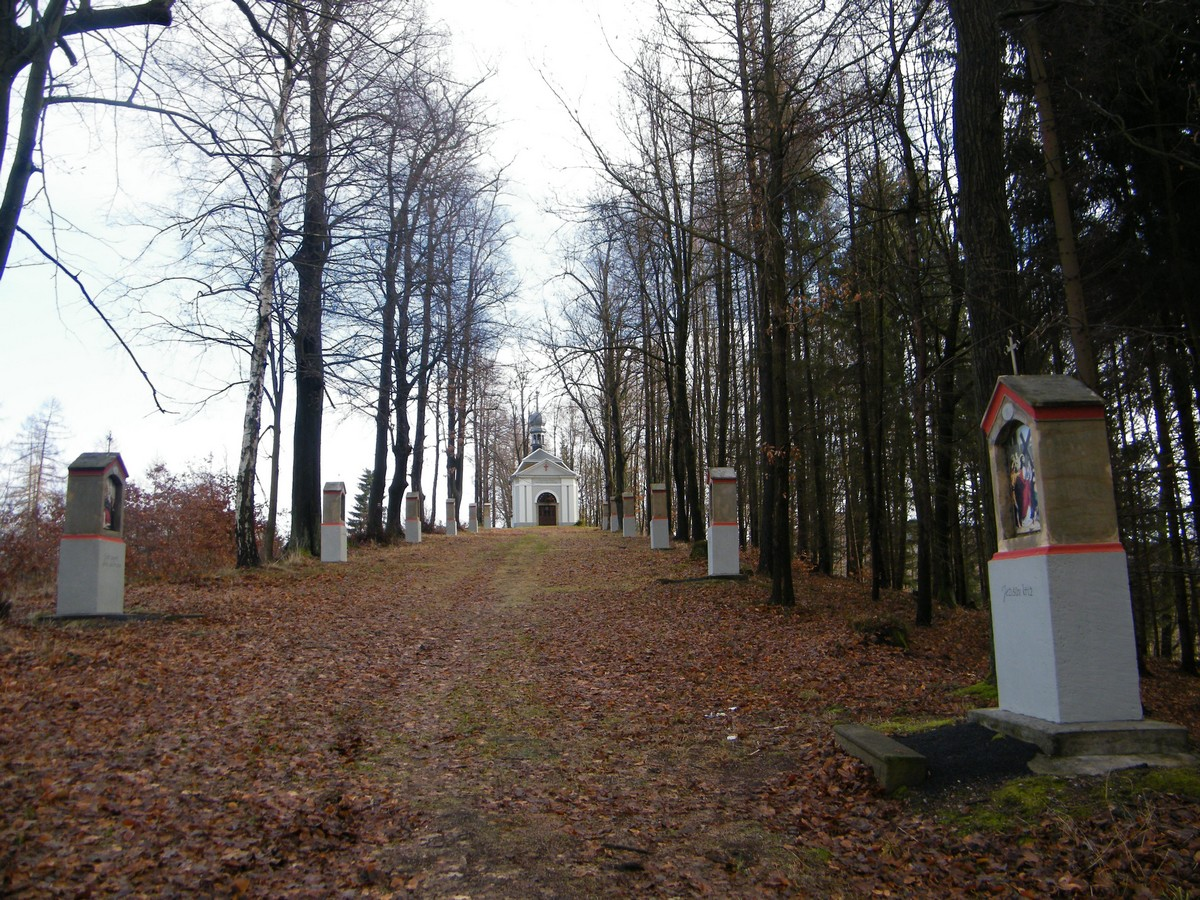
Křížová cesta (2016)
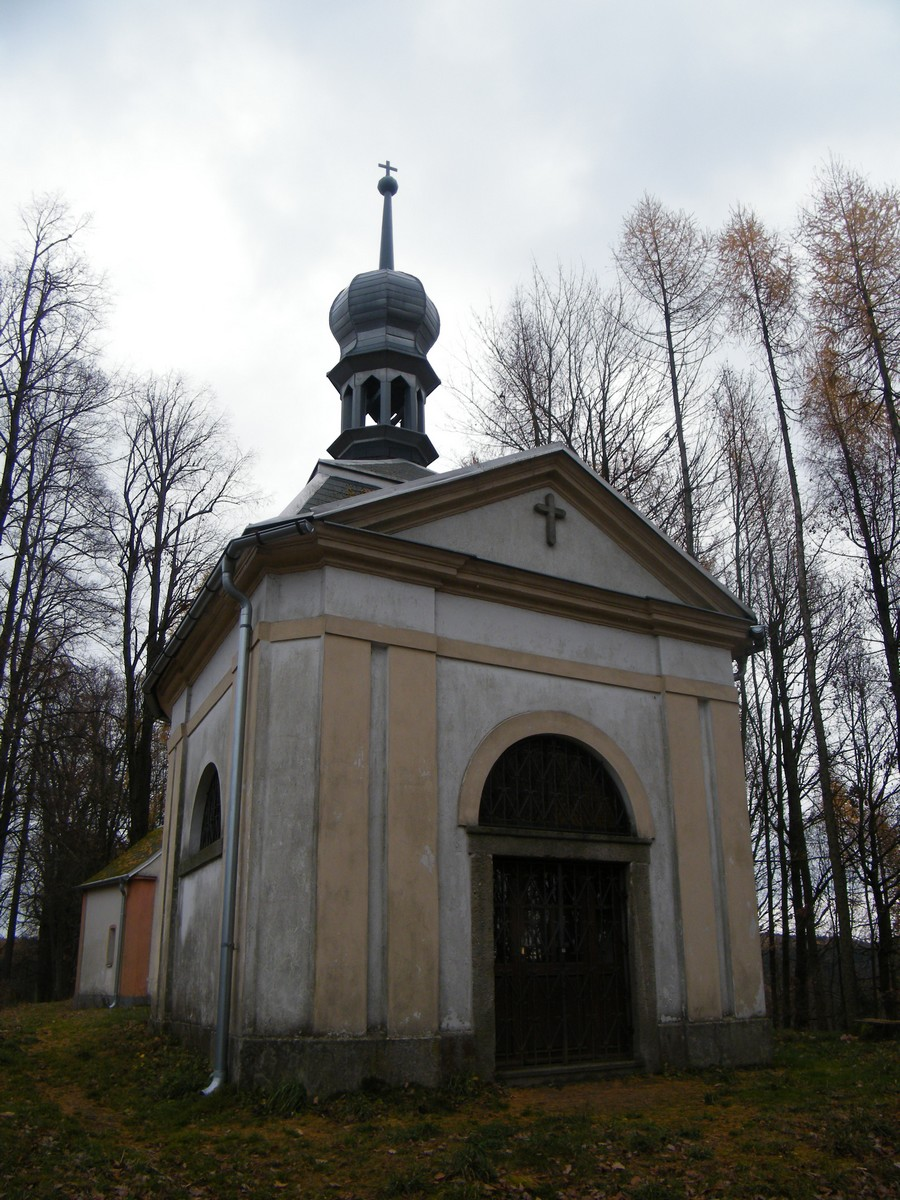
Čelní pohled (2015)
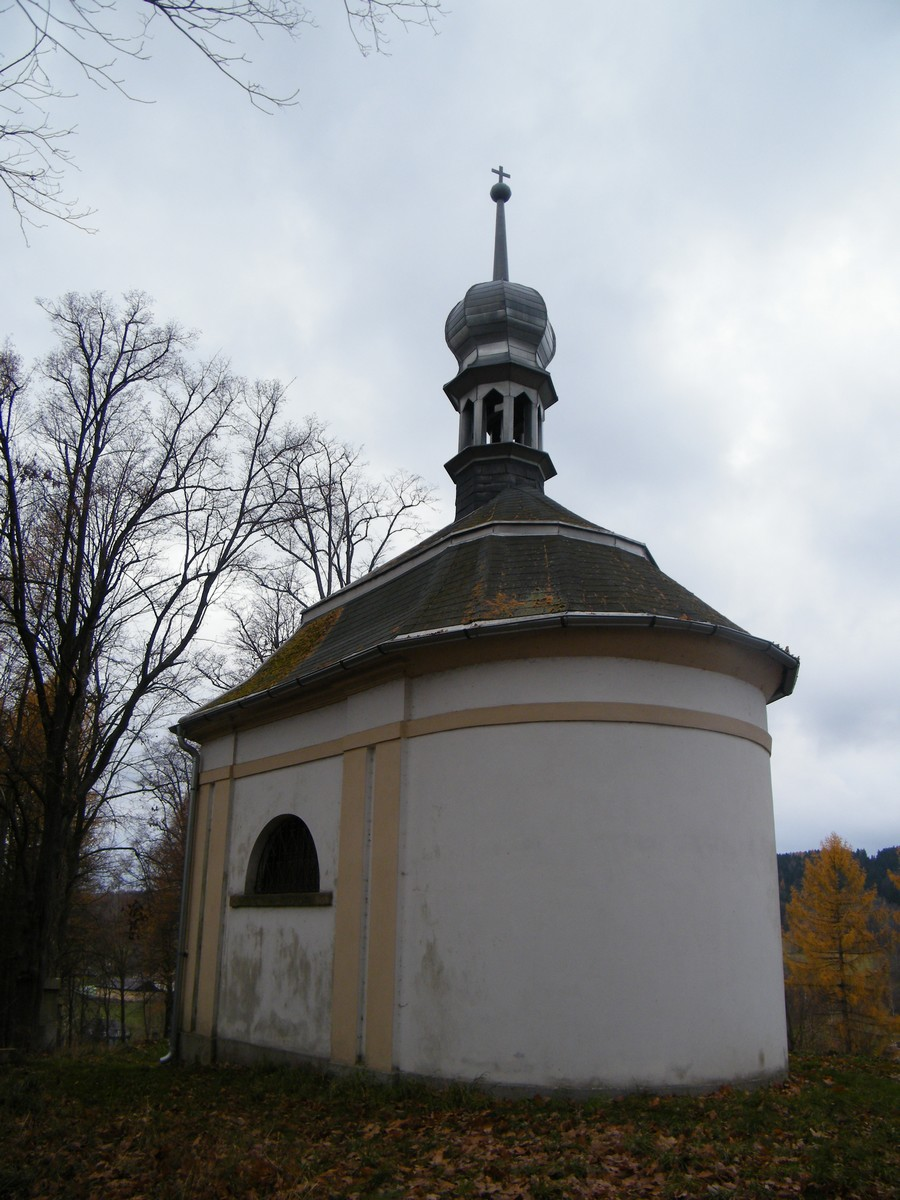
Zadní pohled (2015)
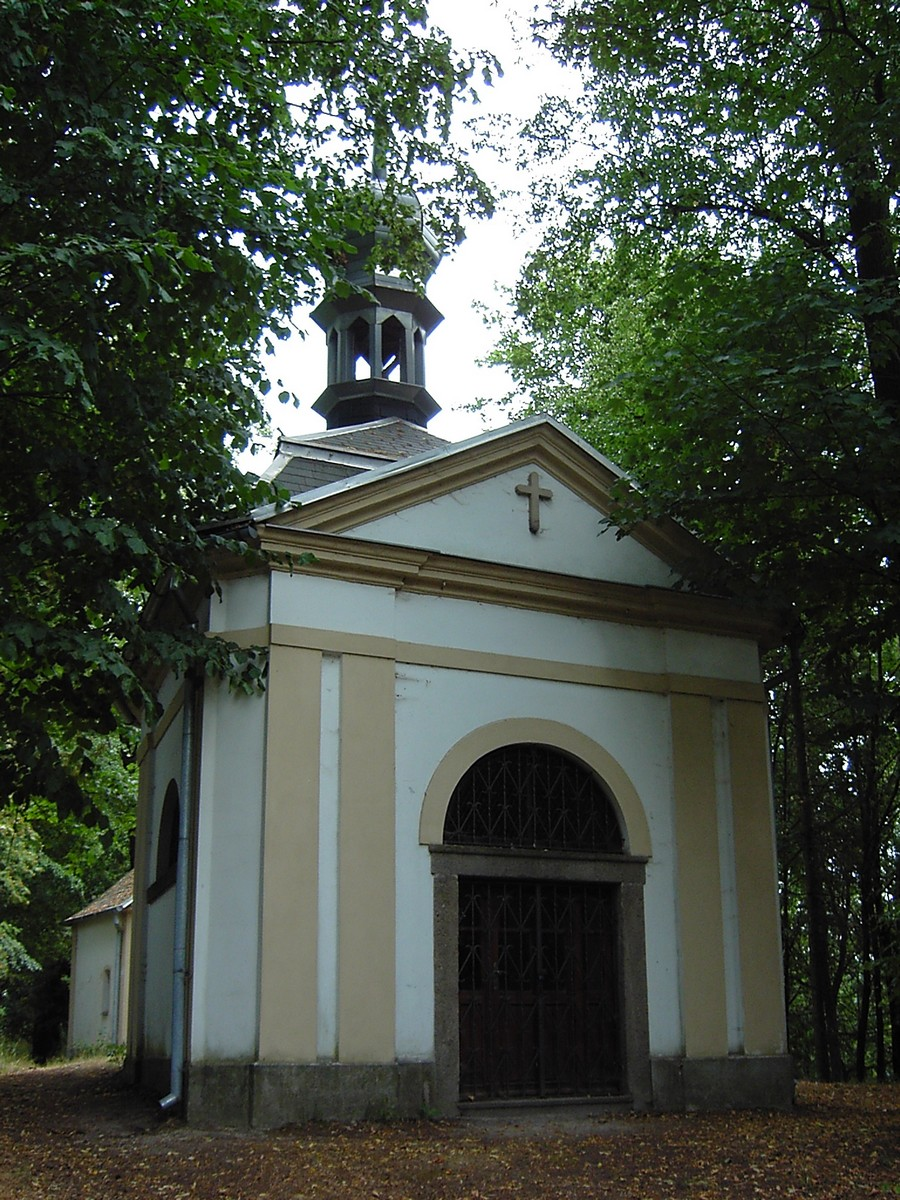
Kaple před vykácením okolních stromů (2006)
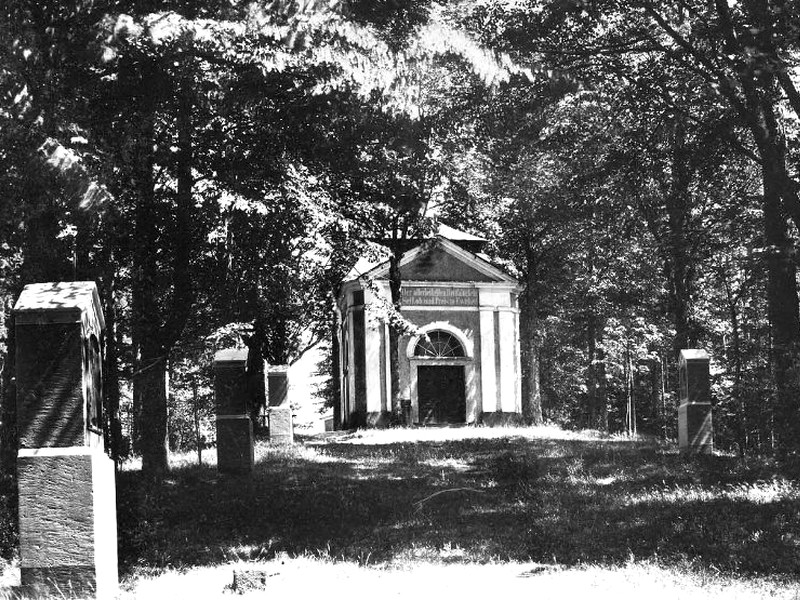
Kaple na historickém snímku